# Белот, Фрэнк
Фрэнк Верн Белот (англ. Frank Vern Belote; 8 октября 1883, Берр-Ок, Мичиган — 12 октября 1928, Детройт, Мичиган) — американский легкоатлет, выступавший в беге на короткие дистанции, прыжках в длину и высоту. Участник летних Олимпийских игр 1912 года.

## Биография
Фрэнк Белот родился 8 октября 1883 года в американской деревне Берр-Ок.
Выступал в легкоатлетических соревнованиях за Чикагский университет, легкоатлетический клуб «Чикаго» и ирландско-американский клуб «Куинз» из Нью-Йорка.
В 1912 году вошёл в состав сборной США на летних Олимпийских играх в Стокгольме. В беге на 100 метров выиграл четвертьфинал с результатом 11,0 секунды, победил в полуфинале (11,1) и занял последнее, 5-е место в финале с результатом около 11,0. В прыжках в высоту с места показал в квалификации результат 1,45 метра — на 5 сантиметров меньше норматива, дававшего право выступить в финале. В эстафете 4х100 метров сборная США, за которую также выступали Айра Кортни, Клемент Уилсон и Карл Кук, финишировала в четвертьфинальном забеге без соперника с олимпийским рекордом — 43,7 секунды, а в полуфинале была дисквалифицирована. Также был заявлен в прыжках в длину с места, но не вышел на старт.
Работал бухгалтером.
Умер 12 октября 1928 года в американском городе Детройт от туберкулёзного менингита.

## Личные рекорды
- Бег на 100 метров — 11,0 (6 июля 1912, Стокгольм)[1]
- Бег на 100 ярдов — 10,0 (1912)[1]
- Прыжки в высоту с места — 1,525 (1912)[1]